# Neil Hopkins
Neil Edward Hopkins (Trenton (New Jersey), 13 mei 1977) is een Amerikaanse televisie- en filmacteur. Hij is vooral bekend van zijn vertolking van Charlie's heroïneverslaafde broer Liam in de televisieserie Lost.

## Levensloop
Hopkins werd geboren in Trenton, maar verhuisde later met zijn familie naar Aurora, Colorado, waar hij in 1995 afstudeerde aan de Regis Jesuit High School. Daarna volgde hij het College of Holy Cross in Worcester, Massachusetts van 1996 tot 1999. Hij is afgestudeerd met een MFA-programma aan het American Conservatory Theatre in San Francisco.
Hopkins is acteur sinds 2002, voornamelijk als gastacteur in Amerikaanse televisieseries, waaronder Bones, Criminal Minds, CSI: Crime Scene Investigation, The 4400, Ghost Whisperer, Grimm, The Mentalist, NCIS, Shark en Terminator: The Sarah Connor Chronicles. In 2014 kreeg hij een terugkerende rol als Noah Peacott in de televisieserie Matador. In 2020 kreeg hij een bijrol als Lawrence "Crusher" Crock in de televisieserie Stargirl.
Hij speelde ook in films als de horrorfilm The Cabinet of Dr. Caligari, een remake van de Duitse film Das Cabinet des Dr. Caligari, de sciencefictionfilm Skyline en de thriller Detour.
Hopkins is getrouwd met de Canadese actrice Saba Homayoon.